# Tamara Makarowa

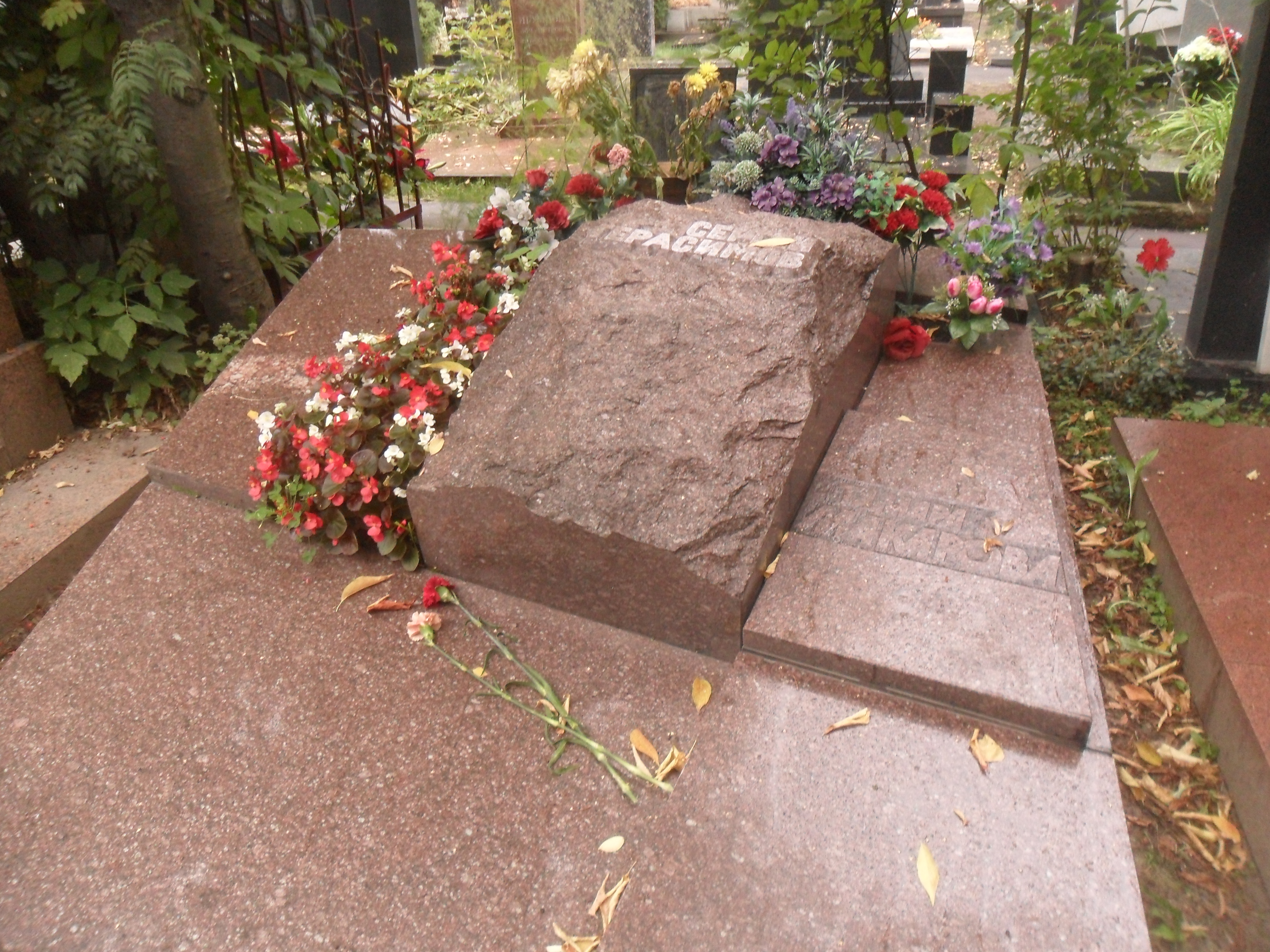
Grób Siergieja Gierasimowa i Tamary Makarowej na Cmentarzu Nowodziewiczym w Moskwie

Tamara Fiodorowna Makarowa (ros. Тама́ра Фёдоровна Мака́рова; ur. 31 lipca?/13 sierpnia 1907 w Petersburgu, zm. 20 stycznia 1997 w Moskwie) – radziecka aktorka filmowa oraz pedagog. Żona reżysera filmowego Siergieja Gierasimowa. Dwukrotna laureatka Nagrody Stalinowskiej (1941, 1947).
Ukończyła Instytut Sztuki Scenicznej. Na ekranie zadebiutowała w 1927 roku w filmie Cudza marynarka. Jej uczniami byli m.in. Siergiej Bondarczuk i Inna Makarowa.
Została pochowana wraz z mężem na Cmentarzu Nowodziewiczym w Moskwie.

## Wybrana filmografia
- 1927: Cudza marynarka (Чужой пиджак)[1]
- 1928: Nowy Babilon (Новый Вавилон) jako tancerka kankana
- 1933: Dezerter (Дезертир)[1] jako Greta
- 1933: Transporter śmierci (Конвейер смерти) jako Anna
- 1936: Siedmiu śmiałych (Семеро смелых)[3]
- 1938: Miasto młodzieży (Комсомольск)[1][4] jako Natasza Sołowjowa
- 1939: Nauczyciel (Учитель)[1][5]
- 1941: Maskarada (Маскарад)[1][6] jako Nina
- 1946: Czarodziejski kwiat (Каменный цветок)[1][7]
- 1946: Przysięga (Клятва)[1] jako Ksenia
- 1948: Uczennica (Первоклассница)[8].
- 1948: Młoda gwardia (Молодая гвардия)[1][9] jako matka Olega
- 1948: Opowieść o prawdziwym człowieku (Повесть о настоящем человеке)[1] jako Kławdija Michajłowna (pielęgniarka w szpitalu)
- 1948: Trzy spotkania (Три встречи)[1][10]
- 1951: Wiejski lekarz (Сельский врач)[11]. jako doktor Tatjana Kazakowa
- 1962: Ludzie i bestie (Люди и звери)[1][12] jako Anna Andriejewna
- 1967: Dziennikarz (Журналист)[1]
- 1974: Trzecia córka (Дочки-матери) jako Jelena

## Nagrody i odznaczenia
- Order Znak Honoru (1939)
- Nagroda Stalinowska (1941, 1947)
- Ludowy Artysta ZSRR (1950)
- Dwa Ordery Lenina (1977, 1982)
- Order Przyjaźni Narodów (1987)